# Гильда Премудрый
Ги́льда Премудрый (иногда Ги́льдас; лат. Gildas Sapiens, др.‑ирл. Gillas; 500—570) — древнейший историк бриттов, британский святой, память 29 января.
Родился в городе Ареклут (Стратклайд на юге Шотландии), но был вынужден бежать в Уэльс, где обзавёлся семьей, а после смерти жены стал учеником бретонского миссионера в Уэльсе, святого Ильтуда (ум. в 535). Некоторое время провёл в Ирландии и около 520 года совершил паломничество в Рим. По дороге обратно основал монастырь в Рюи (фр.). В 527 году вернулся в Уэльс и около 565 года ещё раз посетил Ирландию и Рюи (фр.), где умер в 570 году.

## Биография
«О погибели Британии» — это обширное письмо-проповедь на латинском языке в 110 главах. В нём автор анализирует причины морального упадка своих современников: главы 3-25 содержат краткий очерк истории Британии в I—VI веках и являются уникальным историческим источником, особенно в отношении истории завоевания востока Британии англосаксами. Используя обширные цитаты из Ветхого и Нового Завета, прежде всего из книг пророка Исаии и Иеремии, а также из посланий апостола Павла, Гильда показывает, что светские и духовные власти бриттов не отвечают евангельским идеалам. Гильда также упоминает «немногих» верных сыновей церкви и с похвалой отзывается о зарождавшемся в его эпоху монашеском движении.
Судя по этой книге, Гильда получил блестящее образование, был знаком с произведениями Вергилия, Овидия, и церковных писателей: Кассиана, Иеронима. Призыв к моральному возрождению, содержавшийся в «О погибели Британии», оказал большое влияние на современное Гильде общество, причём не только на бриттов в самой Британии и Бретани, но и на ирландцев: около 600 года святой Колумбан в послании к папе Григорию Великому ссылался на Гильду, как на авторитет по вопросам церковной дисциплины. До нас также дошли отрывки из посланий Гильды, содержавшиеся в корпусе ирландского канонического права; они посвящены вопросам монашеской дисциплины. Кроме того, Гильде приписывается «Пенитенциалий», где установлены правила покаяния, в основном также для монашествующих. «Лорика» — молитва-оберег, сочинение которой приписывается Гильде, на деле является позднейшим ирландским произведением.
Скорее всего, на момент написания «О погибели Британии» Гильда являлся диаконом; в написанном около 800 года ирландском мартирологе — «Календаре Энгуса», он вспоминается как епископ, однако где именно могла находиться его епархия, неясно. Согласно валлийской традиции, Гильда был женатым человеком, и его сыновья Гвиннок и Нуитон признаны в Уэльсе местночтимыми святыми. Кроме того, в генеалогиях упоминаются и его внуки (Увели и Фили), также святые.
Сохранились три жития Гильды, составленных в Бретани и Уэльсе. Все они созданы не ранее XI—XII веков и их достоверность вызывает сомнение. По сведениям этих житий, Гильда был сыном пиктского князя по имени Кау, получил образование на юге Уэльса, в школе святого Ильтуда, впоследствии проповедовал в Шотландии и Ирландии, где боролся с различными ересями и язычеством, совершил паломничество в Рим и Равенну. Согласно Первому, бретонскому житию, Гильда осел в Бретани, где основал аббатство Рюи (Saint-Gildas-de-Rhuys). Согласно второму, Гильда скончался в Гластонбери на юге Великобритании, где и был погребён.

## Издания

### Основные издания
- Gildae de Excidio Britanniae, fragmenta, liber de paenitentia, accidit et Lorica Gildae/Ed. H. Williams. London, 1899—1901 (Cymmrodorion Record Series, № 3).
- Gildae Sapientis De excidio et conquestu Britanniae ac flebili castigatione in reges principes et sacerdotes // MGH AA XIII (Chronica minora, vol, III fasc. 1), Berolini, 1898, repr. 1961.
- Gildas. The Ruin of Britain and other works. Ed. and transl. by M. Winterbottom. (History from the Sources. Gen. ed. J. Morris, 7). London, Chichester, 1978.

### Переводы на русский язык
- Беда Достопочтенный. Церковная история / Пер. В. В. Эрлихмана. М. Алетейя. 2001 (перевод гл. 1-26)
- Гильда Премудрый. О погибели Британии / пер. Н. Ю. Чехонадской под ред. И. С. Филиппова. — СПб.: Алетейя, 2003. — 464 с. — ISBN 5-89329-539-0.
- Чехонадская Н. Ю. Святой Гильда и ирландская традиция, или Три возраста Гильды // Атлантика. Записки по исторической поэтике. Выпуск VI. М., 2004. С. 192—206 (перевод пенитенциалия)